# Öppen innovation
Begreppet Öppen innovation (på engelska open innovation) myntades 2003 av Henry Chesbrough, professor på Center for open innovation vid University of California. Han definierar Open Innovation som ett medvetet in- och utflöde av kunskap för att accelerera intern innovation och att expandera marknader för externt användande av interna innovationer. Kopplingar finns även till liknande begrepp som öppet innehåll, öppen källkod, crowdsourcing, användardriven innovation, öppna standarder och web 2.0.
Begreppet kan definieras som "företags utvecklande av billiga och bättre idéer från de bästa källorna i världen genom samarbete med personer utanför den egna organisationen, inklusive kunder, återförsäljare och till och med konkurrenter" enligt tidskriften Shortcut.
"Öppen innovation är ett paradigm som innebär att företag kan och bör använda såväl externa som interna idéer, samt interna och externa vägar till marknaden, när företagen utvecklar sin teknik". Gränserna mellan ett företag och dess omgivning har blivit mer öppna, innovationer kan enkelt överföra inåt och utåt. Den centrala idén bakom öppen innovation är att i en värld där kunskap är vitt utbredd har företagen inte råd att enbart förlita sig på sin egen forskning, utan bör istället köpa eller licensera processer eller uppfinningar (det vill säga patent) från andra företag. Dessutom bör interna innovationer som inte utnyttjas i ett företags verksamhet tas utanför företagets dörrar, exempelvis genom licentiering eller samriskföretag kring spinoffprodukter.".
Forskaren och författaren Björn Remneland Wikhamn, som bland annat skrivit boken "Öppen innovation"  , menar att definitionen av "open innovation" är vag och oprecis. Bland annat skiljer sig synen på kunskap mellan de olika forskningsgrenarna som ansluter sig till Öppen innovation. Ett mer transaktionsbaserat angreppssätt (dvs att kunskap kan paketeras och handlas med) ligger mer åt Chesbrough's synsätt, medan ett mer relationsbaserat angreppssätt (dvs att kunskap är socialt konstruerad) ligger mer åt hur exempelvis MIT-professorn Eric von Hippel använder termen.  

## Arbetssätt vid öppen innovation
Enligt Gassmann och Enkel (2006) går det att urskilja tre sätt på vilket öppen innovation fungerar och genomförs i praktiken. Dessa processarketyper är ”utifrån-in”, ”inifrån-ut” samt en kombination av dessa kallad ”kopplad process”. För att kunna använda sig av någon av de olika processerna i öppen innovation krävs att företaget eller organisationen har förmågan och framförallt viljan att öppna upp gränserna och ta in extern kunskap utifrån samt även att se nyttan med att dela med sig av resultatet av den egna utvecklingen. En annan utmaning är att verkligen kunna ta till vara de idéer och extra kunskap som man får genom öppen innovation.
Exempel på lyckade sådana projekt där den egna produkten har kommit till nytta på andra områden är många. TCP/IP protokollet utvecklades först för militär användning men ledde sedan till tillblivelsen av Internet. Eller Teflon som från början skapades för rymdfärder men sedan fick ett brett användningsområde i bland annat köksutrustning.

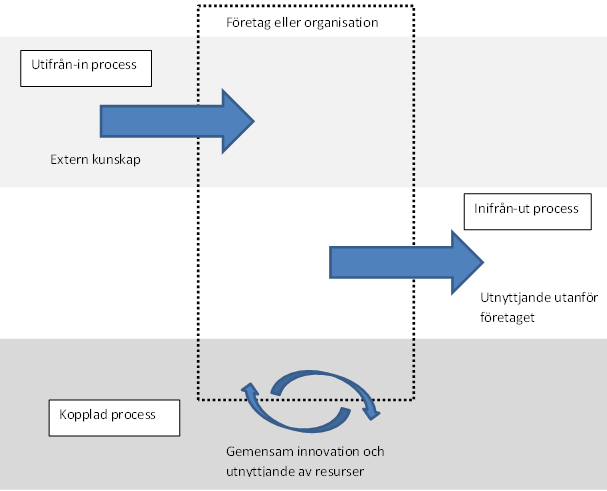
Tre processer vid öppen innovation

### Utifrån-in
Företaget eller organisationen i fråga drar nytta av extern kunskap genom att integrera leverantörer, kunder och externa konsulter i sin egen utvecklingsprocess samt att de även på ett effektivt sätt kan ta vara på den insamlade kunskapen. Därigenom kan de på ett smidigare och snabbare sätt slutföra den uppgift eller utveckla den produkt som annars skulle ha tagit lång tid, varit övermäktig den interna utvecklingsenheten eller helt enkelt inte skulle ha kommits på.
Ett bra sätt för ett företag att få tag i bra kompetens för att hitta den bästa lösningen på ett problem är att anordna tävlingar eller event där resultatet kan användas i företaget men där även den som bidrar får ut något i form av prispengar, en anställning, en del av rättigheterna till innovationen eller liknande. Open Source är också ett talande exempel där extern kunskap i form av programmerare från olika håll samarbetar för att skapa en gemensam produkt.

### Inifrån-ut
Fördelen med att använda detta arbetssätt är att till exempel snabbare nå ut med sina idéer till marknaden. Företaget eller organisationen kan även ha svårt att själv realisera de idéer och maximalt utnyttja den kunskap de innehar. Istället för att då hålla dessa outnyttjade resurser inom företaget kan man låta dem komma till nytta utanför de egna gränserna. Vissa företag jobbar helt efter detta och säljer idéer, patent och komponenter som de själva inte kan skapa en fullgod produkt runt.
Det är ofta det går att utnyttja egna utvecklade produkter som var avsedda för ett syfte även till något helt annat och som inte skulle ha genererat den extra vinsten om det inte tillåtits att utnyttjas på mer än det tänkta sättet. Exempel är läkemedelsföretagen där Viagra skapades för att kontrollera blodtryck men sedan fick stor framgång som sexuellt hjälpmedel. Botox utvecklades först som ett nervgift men är mer känd inom skönhetsbehandlingar. Eller Erytropoetin (EPO) skapades för att användas för blodförtunning men kom att missbrukas som dopningspreparat.

### Kopplad process
Den kopplade processen är en kombination av utifrån-in och inifrån-ut och de företag eller organisationer som väljer denna modell jobbar oftast tillsammans med andra parter i nätverk eller gemensamma sammanslutningar på olika sätt. Fördelen är att parterna kan dra nytta av varandras kunskaper på ett helt annat sätt än om de hade arbetat självständigt. Vissa produkter eller idéer skulle inte kunna uppstå utan denna arbetsform.

## Stängd innovation
När man pratar om stängd innovation så menar man att man begränsar användning av kunskap och erfarenheter, man tar väldigt lite information utifrån och hämtar information inom organisationen istället. Man vill vara hemliga och vill att utvecklingen sker på egen hand inom organisationen istället för att ta hjälp av andra organisationer. 

## Produkter skapade med öppen innovation och projekt för att utbyta idéer
- Innovote, en molntjänst där företag kan engagera sina kunder och medarbetare i gemensam idéutveckling med ett tydligt syfte.
- Open Innovation Exchange, som är en marknadsplats för öppen innovation på internet.[9]
- Napkin Labs, som är en plattform för att engagera extern kompetens till crowdsourcing.[10]
- Den tyska experimentbilen "Superlight Car".[11]
- T-shirttillverkaren Threadless.[12]
- Kafékedjan Starbucks använder öppen innovation för att låta privatpersoner komma med idéer och förslag.[13]
- Innocentive där du löser uppgifter till andra och även kan få belöning.[14]
- Ideastorm Dells sätt att ta hjälp av öppen innovation.[15]
- Det svenska företaget SCA som använder sig av öppen innovation vid utveckling av hygienprodukter.[16]

### Produkter med öppen källkod och fri programvara
- Saab IQon bilkommunikation baserat på Android operativsystem.[17]
- Den fria encyklopedin "Wikipedia" har dessutom öppet innehåll.[18]
- Mjukvaran Eclipse är ett project som både är en öppen innovation och open source-projekt. Det är massor med företag som tillsammans hjälps åt att utveckla programvaran, och varje företag har i sin tur rätt att paketera produkten och sälja den som sin egen.[19]
- Webbläsaren Mozilla Firefox.[20]
- Linux-distributionerna Arch, Debian, Fedora, FreeBSD, Mageia, Mandriva, Mint, OpenSUSE, PCLinuxOS, Redhat, Ubuntu.[20]
- E-postklienten Mozilla Thunderbird.[21]
- FTP-klienten FileZilla[22]